# Ali Modu Sheriff

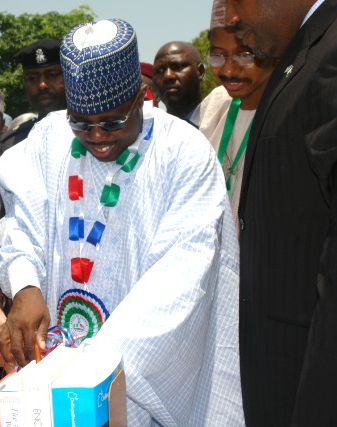
Ali Modu Sheriff en 2007

Ali Modu Sheriff fue elegido gobernador del estado de Borno, en Nigeria, en abril de 2003. Es un miembro del Partido Popular de Toda Nigeria (ANPP). Ali Sheriff fue el primer gobernador en el estado de Borno y obtuvo el cargo dos veces consecutivas.

## Biografía
Ali Modu Sheriff nació en la ciudad de Ngala, Área del Gobierno Local de Ngala, estado de Borno, en 1956. Su padre era el magnate Galadima Modu Sheriff. Asistió a la Escuela Secundaria Gubernamental, Bama (1974-1979). Asistió a la Escuela de Negocios de Londres, donde estudió Seguros, Banca y Finanzas. En 1981, se unió a la empresa constructora de su padre como director, después se convirtió en director general. En 1985, registró su primera empresa. Sus empresas incluyen Organización Meroil y Unión Caza.